# 23038 Jeffbaughman
23038 Jeffbaughman è un asteroide della fascia principale. Scoperto nel 1999, presenta un'orbita caratterizzata da un semiasse maggiore pari a 2,3154936 UA e da un'eccentricità di 0,1984976, inclinata di 6,97523° rispetto all'eclittica.